# Пизатлан де Адентро (Тамазула де Гордијано)
Пизатлан де Адентро (шп. Pizatlán de Adentro) насеље је у Мексику у савезној држави Халиско у општини Тамазула де Гордијано. Насеље се налази на надморској висини од 1422 м.

## Становништво
Према подацима из 2010. године у насељу је живело 11 становника.

### Хронологија
| Година       | 2000 | 2005       | 2010 |
| ------------ | ---- | ---------- | ---- |
| Становништво | 11   | 16 (7 / 9) | 11   |

### Попис
| # | Индикатор                     | Вредност |
| - | ----------------------------- | -------- |
| 1 | Укупно домаћинстава           | 3        |
| 2 | Укупно насељених домаћинстава | 2        |
| 3 | Величина локације             | 1        |